# NGC 3328
NGC 3328 في الفهرس العام الجديد، هي مجرة، تقع في كوكبة الأسد. اكتشفت .

## روابط خارجية
- NGC 3328 على موقع ويكي سكاي: DSS2, SDSS, GALEX, IRAS, Hydrogen α, X-Ray, Astrophoto, Sky Map, Articles and images